# Sełce (gmina Sztip)
Sełce (mac. Селце) – wieś w gminie miejskiej Sztip w środkowej Macedonii Północnej.

## Demografia
Według spisu ludności z 2021 we wsi Sełce mieszkało 169 mieszkańców.

### Rasy i pochodzenie
Według wyżej wspomnianych danych we wsi Sełce mieszkało 154 Turków, 18 Macedończyków i 5 Serbów.